# Yanmar
La Yanmar Co., Ltd. (in giapponese: ヤンマー株式会社, Yanmā Kabushiki-Gaisha) è un'azienda giapponese fondata nel 1912. La sede principale si trova nel quartiere di Kita a Osaka.

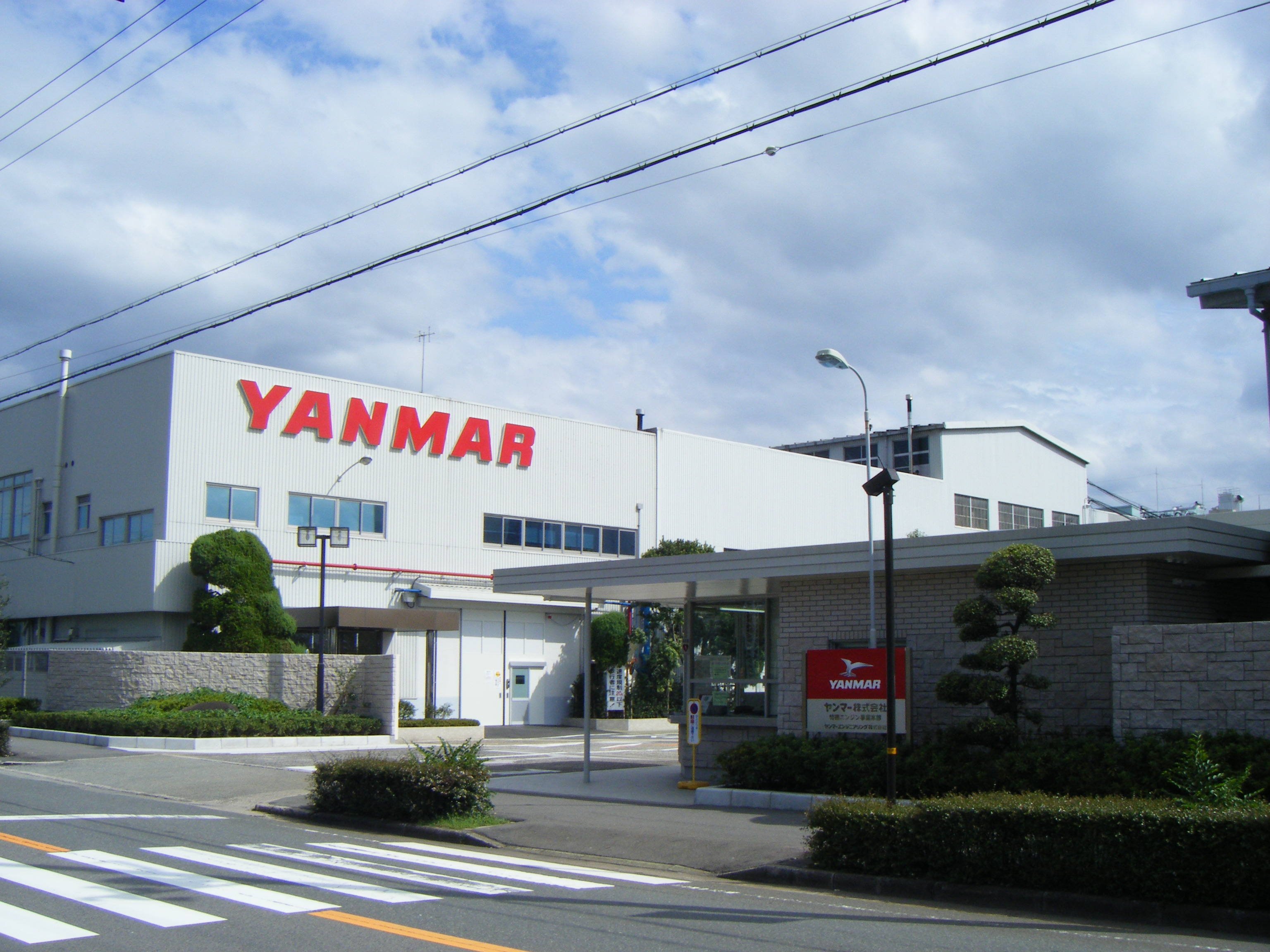
Stabilimento Yanmar di Amagasaki

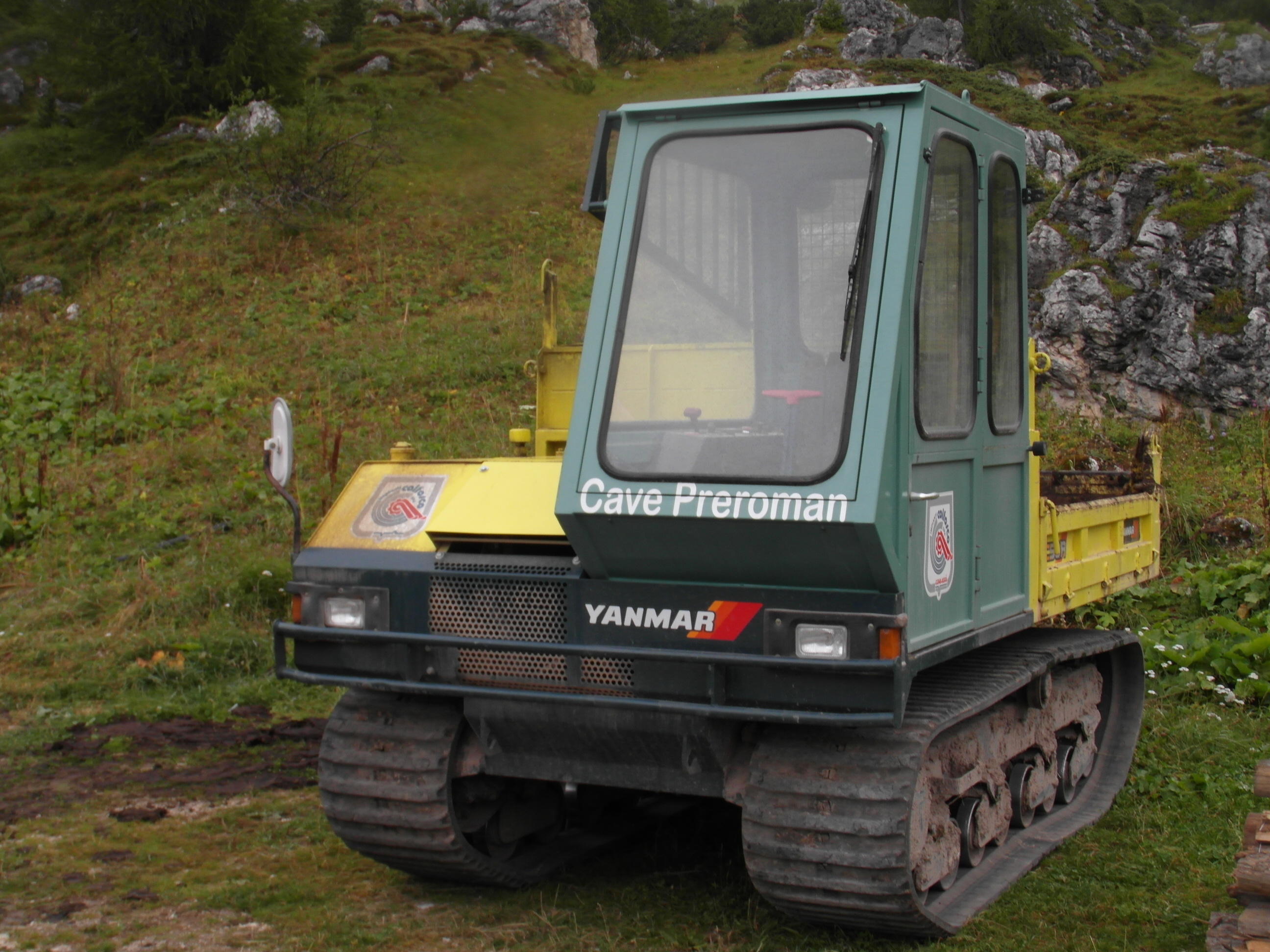
Esemplare prodotto dalla Yanmar

L'azienda giapponese produce e commercializza motori, motori marini, macchine agricole, piccoli mezzi d'opera e piccole imbarcazioni. È il fornitore dei piccoli motori per la gamma Compact Utility Tractors della John Deere, azienda statunitense che produce macchine agricole.

## Cronologia
- 1912: Yamaoka Magokichi entra in affari con la Yamaoka Engine Workshop.
- 1931: Creazione della Yamaoka Engine Workshop limited.
- 1936: Creazione della Yamaoka Internal Combustion Machines limited.
- 1940: La Yamaoka Internal Combustion Machines viene fusa con la Yamaoka Engine Workshop.
- 1952: Il nome della compagnia cambia in Yanmar Diesel limited.
- 2002: Il nome della compagnia cambia in Yanmar limited.

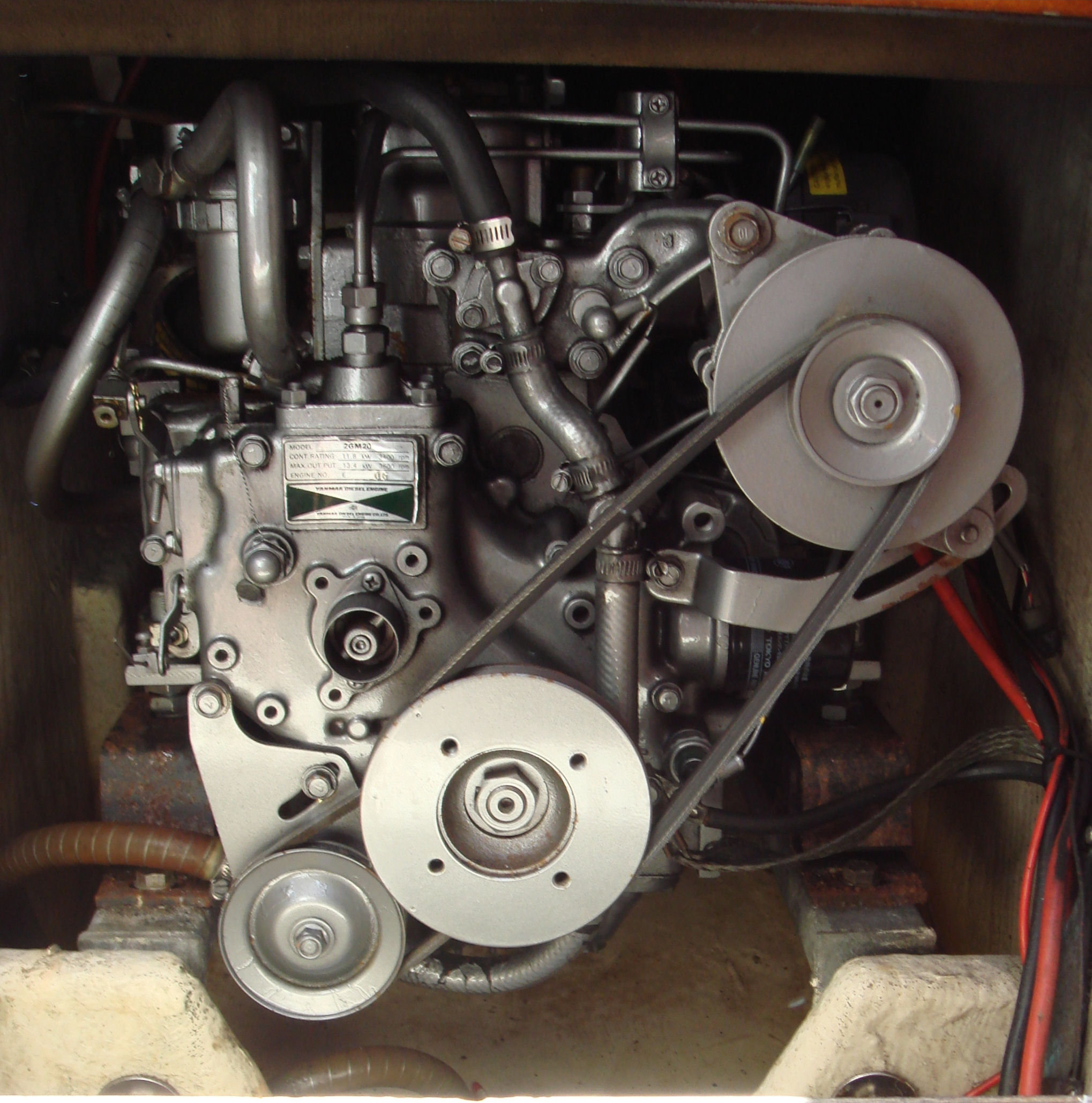
Lo Yanmar 2GM20, installato su una barca a vela.